# Rødbrystet tandvagtel
Rødbrystet tandvagtel (Odontophorus speciosus) er en tandvagtelart, som findes i Bolivia, Ecuador og Peru. Den er 25-27 cm lang. Hannen er kastanjebrun med sort hoved og rødt bryst og mave, deraf navnet. Hunnen har en grå mave, men stadig et rødt bryst. Der er forlydender om, at arten er på tilbagegang, men der hersker stadig forvirring om, hvorvidt arten ikke er truet eller næsten er truet. 